# Orchestre philharmonique de la radio néerlandaise

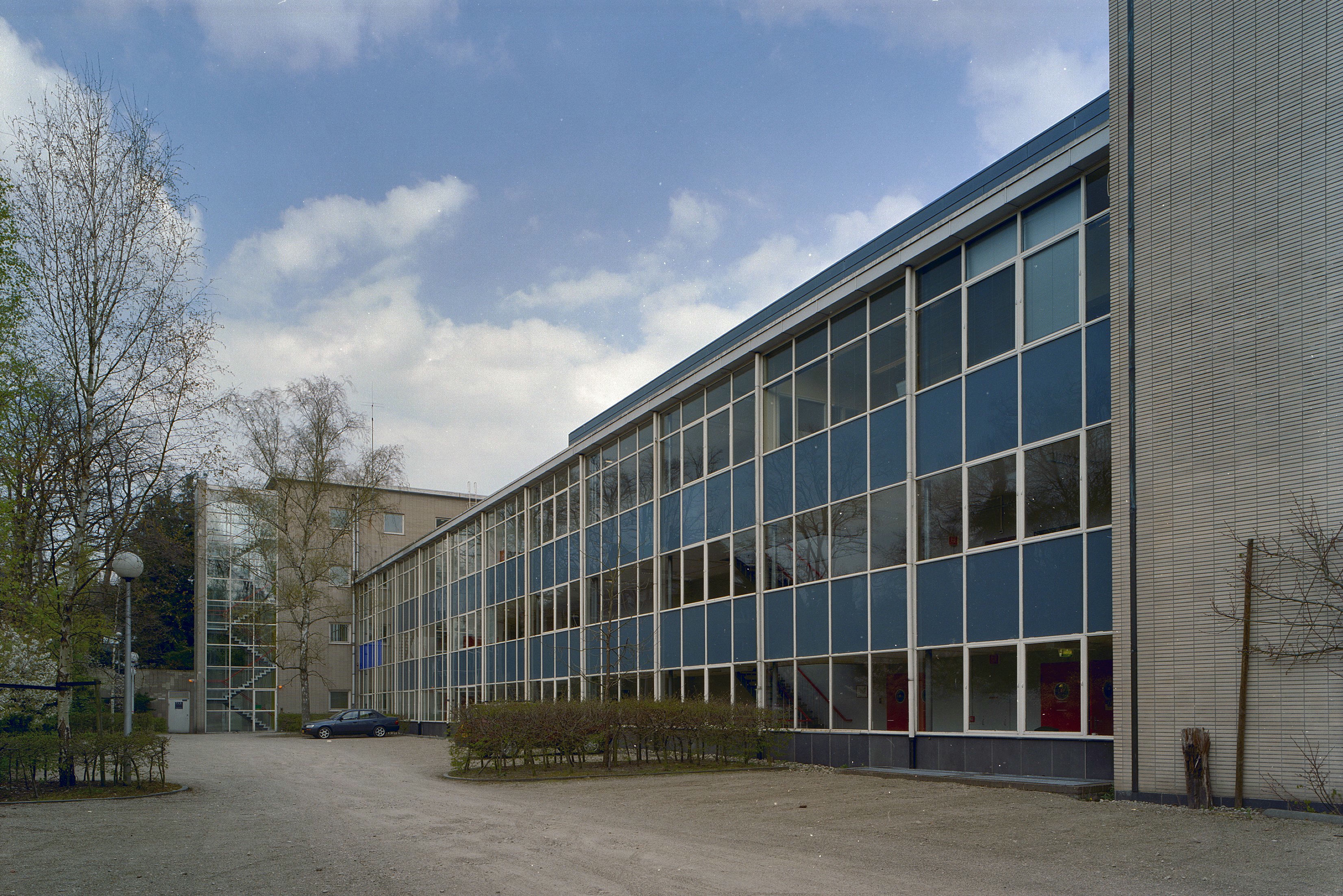
Ancien «studio VARA» de l'Orchestre philharmonique de la radio néerlandaise, aujourd'hui le Muziekcentrum van de Omroep.

L'Orchestre philharmonique de la radio néerlandaise (néerlandais : Radio Filharmonisch Orkest, Hilversum) est un orchestre philharmonique hollandais fondé en 1945.

## Chefs permanents
- Albert van Raalte (1945-1952)
- Paul van Kempen et Willem van Otterloo (1952-1955)
- Bernard Haitink (1957-1961)
- Jean Fournet (1961-1973)
- Hans Vonk (1973-1979)
- Sergiu Comissiona (1982-1987)
- Edo de Waart (1989-2004)
- Jaap van Zweden (2005-2012)
- Markus Stenz (2012-2019)
- Karina Canellakis (2019-)

## Créations
- Concerto pour hautbois de Bruno Maderna, 1973
- Adagio de Luis de Pablo, 1984
- Empreintes de Iannis Xenakis, 1975